# Saprosma arboreum
Saprosma arboreum är en måreväxtart som beskrevs av Carl Ludwig von Blume. Saprosma arboreum ingår i släktet Saprosma och familjen måreväxter. Inga underarter finns listade i Catalogue of Life.